# Ernestino Ramella
Ernestino Ramella (Zinasco, 7 aprile 1955) è un allenatore di calcio ed ex calciatore italiano, di ruolo attaccante.

## Carriera

### Giocatore

Ramella (a destra) nel Varese del 1974-1975

Cresciuto nelle giovanili del Varese, esordisce in prima squadra nella stagione 1973-1974 mettendosi in luce segnando ben 4 reti in sole 8 apparizioni in Serie B e contribuendo alla conquista del primo posto finale e della promozione in Serie A.
In massima serie Ramella esordisce a 19 anni il 6 ottobre 1974, prima giornata del campionato 1974-75, nella quale i varesini superano l'Inter per 2-0. Tuttavia il Varese conclude la stagione all'ultimo posto, e Ramella trova spazio in 12 occasioni, di cui solo 6 dall'inizio del match, realizzando la rete conclusiva nella goleada interna (4-0) contro la Sampdoria, ultima marcatura biancorossa nella massima categoria.
Tornato fra i cadetti, Ramella si impone progressivamente come centravanti titolare dei biancorossi, aumentando stagione dopo stagione il numero delle realizzazioni, fino ad un massimo di otto nella stagione 1977-1978, per poi calare drasticamente ad una sola l'annata successiva, che vede i lombardi chiudere all'ultimo posto in Serie B. Ramella resta fra i cadetti trasferendosi alla Ternana, giocando 14 partite senza alcuna rete, e chiusa con la retrocessione degli umbri in Serie C1.
Dopo questa stagione Ramella esce dal giro del calcio giocato ad alto livello, proseguendo la carriera in Serie C1, Serie C2 e Campionato Interregionale con la maglie di Piacenza, Novara, Pro Patria, Legnano, Montebelluna e Oltrepò.
In carriera ha totalizzato complessivamente 12 presenze e una rete in Serie A e 143 presenze e 25 reti in Serie B.

### Allenatore
Conclusa la carriera agonistica intraprende quella di allenatore. Prima esperienza nel settore giovanile del Varese. Poi siede sulla panchina di Solbiatese, Legnano, Como, Gallaratese alternando esperienze in Messico alla guida di formazioni di spicco quali Querétaro e Pachuca.
Il 17 giugno 2011 viene ufficializzato come nuovo allenatore del Como per la stagione 2011-2012, in Lega Pro Prima Divisione. Rassegna le dimissioni da tale incarico il 17 gennaio successivo, ottenendo però un ruolo come osservatore nella stessa società. Il 14 marzo 2012 la nuova dirigenza del Como richiama Ramella alla guida della prima squadra a causa degli scarsi risultati ottenuti da Giuseppe Manari prima e Vincenzo Chiarenza poi. Il 3 giugno 2012, al termine della stagione, dopo aver raggiunto la salvezza, non gli viene rinnovato il contratto.
Nell'agosto 2012 subentra a Roberto Maltagliati alla guida dell'Equipe Lombardia, formazione che raccoglie calciatori disoccupati. Il 7 febbraio 2013 subentra a Corrado Cotta alla guida della Caronnese, nel girone B della Serie D; al termine della stagione passa al Chiasso, nella Challenge League svizzera. Viene esonerato il 20 agosto 2013, dopo cinque sconfitte in sei partite tra campionato e Coppa.
Nell'estate 2014 torna all'Equipe Lombardia come collaboratore di Emiliano Mondonico. Il 4 novembre 2014 diventa allenatore del Flamurtari, squadra della massima serie albanese, rimanendovi fino al termine della stagione.
Il 20 giugno 2015 viene nominato allenatore del Varese, appena retrocesso dalla Serie B, firmando un contratto annuale; de facto tuttavia non entra mai in carica, in quanto nel mese successivo la società biancorossa non perfeziona l'iscrizione alla Lega Pro e viene radiata dal calcio professionistico italiano, con susseguente dismissione di tutto l'organico.
Nel gennaio 2016 viene chiamato sulla panchina del Caravaggio, in Serie D, di cui non riesce tuttavia ad evitare la retrocessione. Concluso il rapporto con la società bergamasca, il 30 giugno successivo viene nuovamente nominato alla guida del Varese in sostituzione dell'esonerato Giuliano Melosi, per essere poi sollevato dall'incarico l'11 ottobre 2016 a seguito del pareggio esterno contro il Bra.
Risolto il contratto coi biancorossi, nell'estate del 2017 torna in Messico per allenare la seconda squadra del Club América, ove resta fino al 2018.
Nel febbraio 2019 è nominato tecnico del Pavia, in Serie D, al posto dell'esonerato Alessandro Sisti. Il 3 aprile 2019 si dimette e viene sostituio da De Blasio
Il 30 ottobre 2022 torna in panchina subentrando all'esonerato Galeazzi alla guida della Vergiatese; il 12 dicembre successivo viene sollevato dall’incarico dopo la sconfitta con il Muggiò. Nel dicembre 2023 subentra sulla panchina degli Allievi della Castellanzese.

## Statistiche

### Statistiche da allenatore
| Stagione          | Squadra           | Campionato        | Campionato | Campionato | Campionato | Campionato | Coppe nazionali | Coppe nazionali | Coppe nazionali | Coppe nazionali | Coppe nazionali | Coppe continentali | Coppe continentali | Coppe continentali | Coppe continentali | Coppe continentali | Altre coppe | Altre coppe | Altre coppe | Altre coppe | Altre coppe | Totale | Totale | Totale | Totale | % Vittorie | Piazz.           |
| Stagione          | Squadra           | Comp              | G          | V          | N          | P          | Comp            | G               | V               | N               | P               | Comp               | G                  | V                  | N                  | P                  | Comp        | G           | V           | N           | P           | G      | V      | N      | P      | %          | Piazz.           |
| ----------------- | ----------------- | ----------------- | ---------- | ---------- | ---------- | ---------- | --------------- | --------------- | --------------- | --------------- | --------------- | ------------------ | ------------------ | ------------------ | ------------------ | ------------------ | ----------- | ----------- | ----------- | ----------- | ----------- | ------ | ------ | ------ | ------ | ---------- | ---------------- |
| 1997-mar. 1998    | Solbiatese        | C2                | 25         | 4          | 10         | 11         | CI-C            | 4               | 2               | 0               | 2               | -                  | -                  | -                  | -                  | -                  | -           | -           | -           | -           | -           | 29     | 6      | 10     | 13     | 20,69      | Eson.            |
| 1998-1999         | Querétaro         | PDA               | 38         | 8          | 18         | 12         | -               | -               | -               | -               | -               | -                  | -                  | -                  | -                  | -                  | -           | -           | -           | -           | -           | 38     | 8      | 18     | 12     | 21,05      | 18°              |
| 1999-2000         | Querétaro         | PDA               | 38         | 10         | 10         | 18         | -               | -               | -               | -               | -               | -                  | -                  | -                  | -                  | -                  | -           | -           | -           | -           | -           | 38     | 10     | 10     | 18     | 26,32      | 20° (retr.)      |
| Totale Querétaro  | Totale Querétaro  | Totale Querétaro  | 76         | 18         | 28         | 30         |                 | -               | -               | -               | -               |                    | -                  | -                  | -                  | -                  |             | -           | -           | -           | -           | 76     | 18     | 28     | 30     | 23,68      |                  |
| apr.-giu. 2001    | Legnano           | C2                | 7+2        | 4+0        | 1+2        | 2+0        | CI-C            | -               | -               | -               | -               | -                  | -                  | -                  | -                  | -                  | -           | -           | -           | -           | -           | 9      | 4      | 3      | 2      | 44,44      | Sub. 14°         |
| gen.-mag. 2002    | Legnano           | C2                | 17         | 4          | 9          | 4          | CI-C            | -               | -               | -               | -               | -                  | -                  | -                  | -                  | -                  | -           | -           | -           | -           | -           | 17     | 4      | 9      | 4      | 23,53      | Sub. 12°         |
| ago.-nov. 2002    | Legnano           | C2                | 10         | 3          | 1          | 6          | CI-C            | 4               | 2               | 1               | 1               | -                  | -                  | -                  | -                  | -                  | -           | -           | -           | -           | -           | 14     | 5      | 2      | 7      | 35,71      | Eson.            |
| Totale Legnano    | Totale Legnano    | Totale Legnano    | 36         | 11         | 13         | 12         |                 | 4               | 2               | 1               | 1               |                    | -                  | -                  | -                  | -                  |             | -           | -           | -           | -           | 40     | 13     | 14     | 13     | 32,50      |                  |
| 2005              | Pachuca           | PD                | 17         | 5          | 5          | 7          | -               | -               | -               | -               | -               | CL                 | 8                  | 3                  | 2                  | 3                  | -           | -           | -           | -           | -           | 25     | 8      | 7      | 10     | 32,00      | 5°               |
| mar.-mag. 2007    | Como              | D                 | 10+2       | 4+0        | 3+1        | 3+1        | CI-D            | -               | -               | -               | -               | -                  | -                  | -                  | -                  | -                  | -           | -           | -           | -           | -           | 12     | 4      | 4      | 4      | 33,33      | Sub. 4°          |
| 2007-2008         | Solbiatese        | D                 | 34+1       | 17+0       | 8+0        | 9+1        | CI-D            | 8               | 5               | 1               | 2               | -                  | -                  | -                  | -                  | -                  | -           | -           | -           | -           | -           | 43     | 22     | 9      | 12     | 51,16      | 4°               |
| 2008-2009         | Solbiatese        | D                 | 34         | 10         | 11         | 13         | CI-D            | 2               | 0               | 2               | 0               | -                  | -                  | -                  | -                  | -                  | -           | -           | -           | -           | -           | 36     | 10     | 13     | 13     | 27,78      | 10°              |
| 2009-2010         | Solbiatese        | D                 | 34         | 9          | 15         | 10         | CI-D            | 2               | 0               | 1               | 1               | -                  | -                  | -                  | -                  | -                  | -           | -           | -           | -           | -           | 36     | 9      | 16     | 11     | 25,00      | 12°              |
| Totale Solbiatese | Totale Solbiatese | Totale Solbiatese | 128        | 40         | 44         | 44         |                 | 16              | 7               | 4               | 5               |                    | -                  | -                  | -                  | -                  |             | -           | -           | -           | -           | 144    | 47     | 48     | 49     | 32,64      |                  |
| 2010-2011         | Gallaratese       | D                 | 38         | 15         | 12         | 11         | CI-D            | 2               | 1               | 0               | 1               | -                  | -                  | -                  | -                  | -                  | -           | -           | -           | -           | -           | 40     | 16     | 12     | 12     | 40,00      | 7°               |
| 2011-2012         | Como              | 1D                | 27         | 9          | 9          | 9          | CI+CI-LP        | 1+1             | 0+0             | 0+0             | 1+1             | -                  | -                  | -                  | -                  | -                  | -           | -           | -           | -           | -           | 29     | 9      | 9      | 11     | 31,03      | Dimis. Sub. 13°  |
| Totale Como       | Totale Como       | Totale Como       | 39         | 13         | 13         | 13         |                 | 2               | 0               | 0               | 2               |                    | -                  | -                  | -                  | -                  |             | -           | -           | -           | -           | 41     | 13     | 13     | 15     | 31,71      |                  |
| feb.-mag. 2013    | Caronnese         | D                 | 13         | 4          | 3          | 6          | CI-D            | -               | -               | -               | -               | -                  | -                  | -                  | -                  | -                  | -           | -           | -           | -           | -           | 13     | 4      | 3      | 5      | 30,77      | Sub. 6°          |
| lug.- ago. 2013   | Chiasso           | CL                | 5          | 0          | 1          | 4          | CS              | 1               | 0               | 0               | 1               | -                  | -                  | -                  | -                  | -                  | -           | -           | -           | -           | -           | 6      | 0      | 1      | 5      | &0,00      | Eson.            |
| nov. 2014-2015    | Flamurtari Valona | KS                | 25         | 7          | 3          | 15         | KeS             | 4               | 2               | 1               | 1               | -                  | -                  | -                  | -                  | -                  | -           | -           | -           | -           | -           | 29     | 9      | 4      | 16     | 31,03      | Sub. 6°          |
| gen.-mag. 2016    | Caravaggio        | D                 | 16         | 2          | 6          | 8          | CI-D            | 4               | 1               | 2               | 1               | -                  | -                  | -                  | -                  | -                  | -           | -           | -           | -           | -           | 20     | 3      | 8      | 9      | 15,00      | Sub. 17° (retr.) |
| ago.-ott. 2016    | Varese            | D                 | 6          | 4          | 1          | 1          | CI-D            | 3               | 2               | 1               | 0               | -                  | -                  | -                  | -                  | -                  | -           | -           | -           | -           | -           | 9      | 6      | 2      | 1      | 66,67      | Eson.            |
| feb.-apr. 2019    | Pavia             | D                 | 4          | 0          | 0          | 4          | CI-D            | -               | -               | -               | -               | -                  | -                  | -                  | -                  | -                  | -           | -           | -           | -           | -           | 4      | 0      | 0      | 4      | &0,00      | Sub. Dimis.      |
| ott.-dic. 2022    | Vergiatese        | Ecc.              | 6          | 0          | 3          | 3          | -               | -               | -               | -               | -               | -                  | -                  | -                  | -                  | -                  | -           | -           | -           | -           | -           | 6      | 0      | 3      | 3      | &0,00      | Sub. Eson.       |
| Totale carriera   | Totale carriera   | Totale carriera   | 409        | 119        | 132        | 158        |                 | 36              | 15              | 9               | 12              |                    | 8                  | 3                  | 2                  | 3                  | -           | -           | -           | -           | -           | 453    | 137    | 143    | 173    | 30,24      |                  |

## Palmarès

### Giocatore
- Campionato italiano di Serie B: 1

Varese: 1973-1974